# Tetralycosa eyrei
Tetralycosa eyrei is een spinnensoort in de taxonomische indeling van de wolfspinnen (Lycosidae).
Het dier behoort tot het geslacht Tetralycosa. De wetenschappelijke naam van de soort werd voor het eerst geldig gepubliceerd in 1944 door Vernon Victor Hickman.